# Fussball Club Erzgebirge Aue 2001-2002
Questa voce raccoglie le informazioni riguardanti il Fussball Club Erzgebirge Aue nelle competizioni ufficiali della stagione 2001-2002.

## Stagione
Nella stagione 2001-2002 l'Erzgebirge Aue, allenato da Gerd Schädlich, concluse il campionato di Regionalliga nord al 9º posto. In Coppa di Germania l'Erzgebirge Aue fu eliminato al primo turno dal Magonza.

## Rosa
| N. |                                 | Ruolo | Calciatore         |
| -- | ------------------------------- | ----- | ------------------ |
|    | Germania (bandiera)             | P     | Dirk Böhme         |
|    | Germania (bandiera)             | P     | Jörg Hahnel        |
|    | Bulgaria (bandiera)             | P     | Russi Petkov       |
|    | Rep. Ceca (bandiera)            | D     | Petr Grund         |
|    | Germania (bandiera)             | D     | Holger Hasse       |
|    | Bosnia ed Erzegovina (bandiera) | D     | Murat Jasarević    |
|    | Germania (bandiera)             | D     | Roman Müller       |
|    | Macedonia del Nord (bandiera)   | D     | Nikolče Noveski    |
|    | Rep. Ceca (bandiera)            | D     | Radek Sionko       |
|    | Germania (bandiera)             | D     | Udo Tautenhahn     |
|    | Germania (bandiera)             | C     | Matthias Heidrich  |
|    | Germania (bandiera)             | C     | Kay-Uwe Jendrossek |

| N. |                               | Ruolo | Calciatore        |
| -- | ----------------------------- | ----- | ----------------- |
|    | Germania (bandiera)           | C     | Sascha Kadow      |
|    | Germania (bandiera)           | C     | Maik Kunze        |
|    | Germania (bandiera)           | C     | Marco Kurth       |
|    | Germania (bandiera)           | C     | Michel Petrick    |
|    | Germania (bandiera)           | C     | Alexander Tetzner |
|    | Macedonia del Nord (bandiera) | C     | Borislav Tomoski  |
|    | Rep. Ceca (bandiera)          | A     | Rostislav Broum   |
|    | Germania (bandiera)           | A     | Sven Dreyer       |
|    | Germania (bandiera)           | A     | Ronny Jank        |
|    | Germania (bandiera)           | A     | Marian Pagels     |
|    | Germania (bandiera)           | A     | Marcel Salomo     |

## Organigramma societario
Area tecnica
- Allenatore: Gerd Schädlich
- Allenatore in seconda: Holger Erler
- Preparatore dei portieri:
- Preparatori atletici:
- Analisi video:

## Calciomercato

### Sessione estiva
| Acquisti | Acquisti           | Acquisti    | Acquisti |
| R.       | Nome               | da          | Modalità |
| -------- | ------------------ | ----------- | -------- |
| C        | Kay-Uwe Jendrossek | Chemnitz    |          |
| P        | Russi Petkov       | Lok Stendal |          |
| C        | Alexander Tetzner  | Chemnitz    |          |

| Cessioni | Cessioni        | Cessioni     | Cessioni |
| R.       | Nome            | a            | Modalità |
| -------- | --------------- | ------------ | -------- |
| C        | Tonci Boban     | Babelsberg   |          |
| P        | Maik Kischko    | Eilenburg    |          |
| A        | Veselin Popović | OFK Belgrado |          |

## Risultati

### Regionalliga

#### Girone di andata
| Arbitro: | Gagelmann |

|                     |           |                                                              |
| Jank 72’ Müller 79’ | Marcatori | 3’ Altıntop 21’ (rig.) Bläker 45’, 80’ Lintjens 63’ Altıntop |

| Arbitro: | Frank |

|                 |           |            |
| Schoof 50’, 70’ | Marcatori | 89’ Sionko |

| Arbitro: | Hoyzer |

|              |           |  |
| Heidrich 62’ | Marcatori |  |

| Verl 18 agosto 2001, ore 14:00 CEST 4ª giornata | Verl        | 0 – 0 referto | Erzgebirge Aue | Stadion an der Poststraße (1 269 spett.)\| Arbitro: \| Grabanowski \| |
| Arbitro:                                        | Grabanowski |               |                |                                                                       |

| Arbitro: | Weiner |

|                      |           |  |
| Sionko 78’ Kunze 81’ | Marcatori |  |

| Arbitro: | Weber |

|             |           |               |
| Thioune 58’ | Marcatori | 19’, 60’ Jank |

| Arbitro: | Jansen |

|            |           |                                             |
| Sionko 23’ | Marcatori | 11’ Mbidzo 50’ Przondziono 54’, 75’ Mbwando |

| Arbitro: | Perschke |

|           |           |  |
| Krohm 90’ | Marcatori |  |

| Arbitro: | Minskowski |

|  |           |                                             |
|  | Marcatori | 53’ Meißner 81’ (rig.) Tchipev 88’ Fröhlich |

| Arbitro: | Seemann |

|                                 |           |               |
| Wächtler 35’ Sánchez 71’ (rig.) | Marcatori | 68’ Jasarević |

| Arbitro: | Häcker |

|                                        |           |  |
| Grund 2’ (rig.) Kunze 9’ Jank 43’, 67’ | Marcatori |  |

| Arbitro: | Schriever |

|         |           |           |
| Göl 40’ | Marcatori | 69’ Kunze |

| Arbitro: | Melms |

|                               |           |  |
| Kunze 13’, 36’, 66’ Broum 29’ | Marcatori |  |

| Arbitro: | Soltow |

|                   |           |                                     |
| Winter 75’ (rig.) | Marcatori | 2’ Tomoski 19’ Kunze 40’, 87’ Broum |

| Arbitro: | Kemmling |

|                           |           |  |
| Jank 15’ Grund 53’ (rig.) | Marcatori |  |

| Arbitro: | Scheppe |

|                                        |           |  |
| Weetendorf 11’ Teixeira 13’ de Wit 52’ | Marcatori |  |

| Arbitro: | Hennecke |

|                    |           |                        |
| Jank 38’ Broum 77’ | Marcatori | 35’ Michels 60’ Kondev |

#### Girone di ritorno
| Arbitro: | Winkmann |

|                   |           |            |
| Lintjens 70’, 90’ | Marcatori | 12’ Müller |

| Arbitro: | Meiwes |

|                            |           |  |
| Sionko 4’ Grund 27’ (rig.) | Marcatori |  |

| Arbitro: | Weiner |

|            |           |  |
| Chylla 89’ | Marcatori |  |

| Arbitro: | Rafati |

|            |           |                           |
| Sionko 49’ | Marcatori | 62’ (rig.) Schriewersmann |

| Arbitro: | Korte |

|                 |           |           |
| Zani 65’ (rig.) | Marcatori | 16’ Broum |

| Arbitro: | Gräfe |

|            |           |             |
| Sionko 58’ | Marcatori | 27’ Thioune |

| Arbitro: | Grabanowski |

|                                           |           |          |
| Scharping 4’, 18’, 62’ (rig.) Bärwolf 69’ | Marcatori | 6’ Broum |

| Arbitro: | Voss |

|                                    |           |  |
| Heidrich 19’ Broum 45’ Tetzner 81’ | Marcatori |  |

| Arbitro: | Minskowski |

|  |           |                     |
|  | Marcatori | 4’ Sionko 11’ Kunze |

| Aue-Bad Schlema 30 marzo 2002, ore 14:00 CET 27ª giornata | Erzgebirge Aue | 0 – 0 referto | Dresdner SC | Erzgebirgsstadion (3 850 spett.)\| Arbitro: \| Keßler \| |
| Arbitro:                                                  | Keßler         |               |             |                                                          |

| Arbitro: | Hielscher |

|                          |           |  |
| Döpper 21’ Daskewitz 30’ | Marcatori |  |

| Arbitro: | Marks |

|                      |           |            |
| Broum 1’ Noveski 79’ | Marcatori | 72’ Glöden |

| Brema 20 aprile 2002, ore 14:00 CEST 30ª giornata | Werder Brema II | 0 – 0 referto | Erzgebirge Aue | Weserstadion - Platz 11 (300 spett.)\| Arbitro: \| Winkmann \| |
| Arbitro:                                          | Winkmann        |               |                |                                                                |

| Arbitro: | Jauch |

|                                           |           |  |
| Grund 26’ (rig.) Heidrich 88’ Tomoski 90’ | Marcatori |  |

| Arbitro: | Korte |

|             |           |           |
| Trejgis 54’ | Marcatori | 80’ Kurth |

| Arbitro: | Voss |

|                         |           |                |
| Sionko 64’ Heidrich 73’ | Marcatori | 90’ Schuchardt |

| Arbitro: | Scheppe |

|                                |           |  |
| Rentmeister 20’ Mayer 66’, 72’ | Marcatori |  |

### Coppa di Germania
| Arbitro: | Weber |

|           |           |                       |
| Hasse 29’ | Marcatori | 10’ Hock 114’ Voronin |

## Statistiche

### Statistiche di squadra
| Competizione      | Punti | In casa | In casa | In casa | In casa | In casa | In casa | In trasferta | In trasferta | In trasferta | In trasferta | In trasferta | In trasferta | Totale | Totale | Totale | Totale | Totale | Totale | DR |
| Competizione      | Punti | G       | V       | N       | P       | Gf      | Gs      | G            | V            | N            | P            | Gf           | Gs           | G      | V      | N      | P      | Gf     | Gs     | DR |
| ----------------- | ----- | ------- | ------- | ------- | ------- | ------- | ------- | ------------ | ------------ | ------------ | ------------ | ------------ | ------------ | ------ | ------ | ------ | ------ | ------ | ------ | -- |
| Regionalliga nord | 48    | 17      | 10      | 4       | 3       | 32      | 18      | 17           | 3            | 5            | 9            | 15           | 25           | 34     | 13     | 9      | 12     | 47     | 43     | +4 |
| Coppa di Germania | -     | 1       | 0       | 0       | 1       | 1       | 2       | 0            | 0            | 0            | 0            | 0            | 0            | 1      | 0      | 0      | 1      | 1      | 2      | -1 |
| Totale            | 48    | 18      | 10      | 4       | 4       | 33      | 20      | 17           | 3            | 5            | 9            | 15           | 25           | 35     | 13     | 9      | 13     | 48     | 45     | +3 |

### Andamento in campionato
| Giornata  | 1  | 2  | 3  | 4  | 5 | 6 | 7 | 8  | 9  | 10 | 11 | 12 | 13 | 14 | 15 | 16 | 17 | 18 | 19 | 20 | 21 | 22 | 23 | 24 | 25 | 26 | 27 | 28 | 29 | 30 | 31 | 32 | 33 | 34 |
| --------- | -- | -- | -- | -- | - | - | - | -- | -- | -- | -- | -- | -- | -- | -- | -- | -- | -- | -- | -- | -- | -- | -- | -- | -- | -- | -- | -- | -- | -- | -- | -- | -- | -- |
| Luogo     | C  | T  | C  | T  | C | T | C | T  | C  | T  | C  | T  | C  | T  | C  | T  | C  | T  | C  | T  | C  | T  | C  | T  | C  | T  | C  | T  | C  | T  | C  | T  | C  | T  |
| Risultato | P  | P  | V  | N  | V | V | P | P  | P  | P  | V  | N  | V  | V  | V  | P  | N  | P  | V  | P  | N  | N  | N  | P  | V  | V  | N  | P  | V  | N  | V  | N  | V  | P  |
| Posizione | 16 | 16 | 12 | 13 | 8 | 7 | 8 | 13 | 14 | 15 | 13 | 13 | 12 | 8  | 6  | 9  | 9  | 12 | 10 | 11 | 11 | 11 | 12 | 12 | 11 | 10 | 10 | 11 | 10 | 8  | 7  | 7  | 7  | 9  |

Legenda:

Luogo: C = Casa; T = Trasferta. Risultato: V = Vittoria; N = Pareggio; P = Sconfitta.

### Statistiche dei giocatori
| Giocatore     | Regionalliga nord | Regionalliga nord | Regionalliga nord | Regionalliga nord | Coppa di Germania | Coppa di Germania | Coppa di Germania | Coppa di Germania | Totale   | Totale | Totale      | Totale     |
| Giocatore     | Presenze          | Reti              | Ammonizioni       | Espulsioni        | Presenze          | Reti              | Ammonizioni       | Espulsioni        | Presenze | Reti   | Ammonizioni | Espulsioni |
| ------------- | ----------------- | ----------------- | ----------------- | ----------------- | ----------------- | ----------------- | ----------------- | ----------------- | -------- | ------ | ----------- | ---------- |
| R. Broum      | 32                | 8                 | 0                 | 0                 | 1                 | 0                 | 0                 | 0                 | 33       | 8      | 0           | 0          |
| D. Böhme      | 11                | 0                 | 0                 | 0                 | 1                 | 0                 | 0                 | 0                 | 12       | 0      | 0           | 0          |
| S. Dreyer     | 14                | 0                 | 0                 | 0                 | 1                 | 0                 | 0                 | 0                 | 15       | 0      | 0           | 0          |
| P. Grund      | 33                | 4                 | 8                 | 1                 | 1                 | 0                 | 0                 | 0                 | 34       | 4      | 8           | 1          |
| J. Hahnel     | 4                 | 0                 | 0                 | 1                 | 0                 | 0                 | 0                 | 0                 | 4        | 0      | 0           | 1          |
| H. Hasse      | 33                | 0                 | 5                 | 0                 | 1                 | 1                 | 1                 | 0                 | 34       | 1      | 6           | 0          |
| M. Heidrich   | 31                | 4                 | 7                 | 0                 | 1                 | 0                 | 0                 | 0                 | 32       | 4      | 7           | 0          |
| R. Jank       | 21                | 7                 | 1                 | 0                 | 1                 | 0                 | 0                 | 0                 | 22       | 7      | 1           | 0          |
| M. Jasarević  | 20                | 1                 | 2                 | 0                 | 0                 | 0                 | 0                 | 0                 | 20       | 1      | 2           | 0          |
| K. Jendrossek | 17                | 0                 | 4                 | 0                 | 0                 | 0                 | 0                 | 0                 | 17       | 0      | 4           | 0          |
| S. Kadow      | 6                 | 0                 | 1                 | 0                 | 1                 | 0                 | 0                 | 0                 | 7        | 0      | 1           | 0          |
| M. Kunze      | 34                | 8                 | 6                 | 0                 | 1                 | 0                 | 0                 | 0                 | 35       | 8      | 6           | 0          |
| M. Kurth      | 29                | 1                 | 9                 | 1                 | 1                 | 0                 | 0                 | 0                 | 30       | 1      | 9           | 1          |
| R. Müller     | 29                | 2                 | 2                 | 1                 | 1                 | 0                 | 0                 | 0                 | 30       | 2      | 2           | 1          |
| N. Noveski    | 28                | 1                 | 7                 | 1                 | 1                 | 0                 | 0                 | 0                 | 29       | 1      | 7           | 1          |
| M. Pagels     | 0                 | 0                 | 0                 | 0                 | 0                 | 0                 | 0                 | 0                 | 0        | 0      | 0           | 0          |
| R. Petkov     | 20                | 0                 | 1                 | 1                 | 0                 | 0                 | 0                 | 0                 | 20       | 0      | 1           | 1          |
| M. Petrick    | 1                 | 0                 | 0                 | 0                 | 0                 | 0                 | 0                 | 0                 | 1        | 0      | 0           | 0          |
| M. Salomo     | 6                 | 0                 | 1                 | 0                 | 0                 | 0                 | 0                 | 0                 | 6        | 0      | 1           | 0          |
| R. Sionko     | 32                | 8                 | 6                 | 0                 | 1                 | 0                 | 0                 | 0                 | 33       | 8      | 6           | 0          |
| U. Tautenhahn | 2                 | 0                 | 1                 | 0                 | 0                 | 0                 | 0                 | 0                 | 2        | 0      | 1           | 0          |
| A. Tetzner    | 13                | 1                 | 0                 | 2                 | 0                 | 0                 | 0                 | 0                 | 13       | 1      | 0           | 2          |
| B. Tomoski    | 32                | 2                 | 8                 | 1                 | 1                 | 0                 | 0                 | 0                 | 33       | 2      | 8           | 1          |